# Dimitar Apasiev

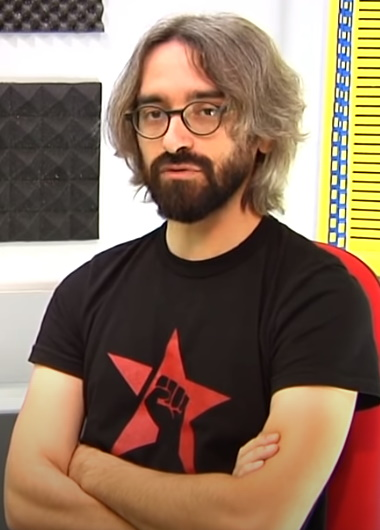
Dimitar Apasiev (2020)

Dimitar Apasiev (mazedonisch Димитар Апасиев; * 22. September 1983 in Titov Veles) ist ein nordmazedonischer Rechtswissenschaftler und Politiker (Levica).

## Leben
Dimitar Apasiev schloss sein Studium der Rechtswissenschaft an der Universität Skopje mit Magister (2010) und Promotion (2015) ab. Thema seiner Dissertation war das Römische Strafprozessrecht. Seit 2017 ist er Assistenzprofessor am Lehrstuhl für Privatrecht der Goce-Delčev-Universität Štip.
Er engagiert sich seit seiner Studienzeit bei der Bewegung für Soziale Gerechtigkeit Lenka. Er war 2015 an der Gründung der Partei Levica (Die Linke) beteiligt und ist seit 2019 Vorsitzender des Präsidiums seiner Partei. Dem ging ein Machtkampf zwischen Apasiev und Zdravko Saveski voraus, in dem sich Apasiev durchsetzen konnte. Beobachter sehen seither deutliche nationalistische Tendenzen in der Partei und ordnen sie teilweise dem rechten bis rechtsextremen Lager zu. So unterstützte Apasiev und die von ihm geleitete Levica 2022 die über mehrere Monate dauernden anti-bulgarische Proteste organisiert von der nationalistische VMRO-DPMNE nach dem „Französischer Vorschlag“ für den Start der EU-Beitrittsverhandlungen mit Nordmazedonien. Im selben Jahr unterstützte Levica die Unterschriftskampagne der VMRO DPMNE für ein Referendum zur Revision des 2017 geschlossenen Freundschaftsvertrages mit Bulgarien. Apasiev spricht sich auch gegen das Prespa-Abkommen aus.
Bei der Parlamentswahl 2020 gelang seiner Partei mit 4,1 % der Einzug ins Parlament mit zwei Abgeordneten, nämlich Apasiev sowie Borislav Krmov.
Anlässlich des 38. Todestages des albanischen Kommunistenführers Enver Hoxha besuchte Apasiev und eine Delegation seiner Partei Levica dessen Grab in der albanischen Hauptstadt Tirana, um einen Kranz niederzulegen. Apasiev würdigte Enver Hoxhas Verdienste und bezeichnete ihn als „bekanntesten Albaner, welcher in seiner Zeit Albanien modernisierte und deshalb Anerkennung verdiene.“ Angesprochen auf Hoxhas „Säuberungsaktionen“ gegen Dissidenten und Intellektuellen, erklärte Apasiev, dass „die Zeiten damals so waren“. Der Besuch an Hoxhas Grab löste in den mazedonischen Medien negative Reaktionen bis hin zu Shitstorm in den sozialen Netzwerken aus. Ziel seiner Würdigung Enver Hoxhas sei es, „den ethnischen Albanern in Nordmazedonien, welche heimlich für die Partei Levica seien, die Hand zu reichen; für die Albaner gelte es als „Ketzerei“, ihn und seine Partei zu unterstützen.“ Zudem erklärte Apasiev, dass ihm „ein armer Albaner näher stehen würde als ein reicher Mazedonier“.